# Tor Ulven
Tor Ulven (ur. 14 listopada 1953 w Oslo, zm. 18 maja 1995 tamże) – norweski pisarz i poeta.
Jego wczesne prace powstały pod silnym wpływem twórczości André Bretona i surrealizmu. W latach 80. XX wieku "uniezależnił się" od tych inspiracji i rozwinął swój własny sposób pisania, różniący się od nich zarówno stylistyką jak i tematyką. Późniejsze dzieła Ulvena to głównie proza. W 1995 Ulven popełnił samobójstwo.
Udzielił w życiu tylko jednego wywiadu – dla czasopisma Vagant w 1993.

## Nagrody
- Hartvig Kirans minnepris – 1990
- Obstfelderprisen – 1993
- Doblougprisen – 1995